# Olivier Poivre d'Arvor
Pour les autres membres de la famille, voir Poivre d'Arvor.
Olivier Poivre, dit Olivier Poivre d'Arvor, est un écrivain et diplomate français, né le 30 juillet 1958 à Reims.
Président du Musée national de la Marine, fondateur et président du Marathon des mots, il est ensuite ambassadeur chargé de l'attractivité culturelle de la France, puis ambassadeur de France en Tunisie de 2016 à 2020.
Il a coécrit une partie de ses ouvrages avec son frère Patrick Poivre d'Arvor.

## Biographie
Né à Reims le 30 juillet 1958, Olivier Poivre prend le nom Poivre d'Arvor au début de sa carrière, en hommage à son grand-père (qui utilisait le nom de plume « Jean d'Arvor »), comme son frère Patrick. Après un DEA de philosophie, il occupe les fonctions de conseiller littéraire auprès des éditions Albin Michel (1980-1982), puis aux éditions Balland (1982-1984). Avant de créer, avec Philippe Thureau-Dangin, l'hebdomadaire TEL (Temps, Économie, Littérature, qui durera 6 mois entre 1982 et 1983), il publie dans différents journaux (Art Press, Le Matin de Paris...).

### Engagement pour la culture
Tout en travaillant avec le metteur en scène Alain Knapp, il fonde, avec Jean Christophe Barbaud, la compagnie du Théâtre du Lion (1987), installée à Vernon en Normandie, et présente, comme acteur principalement, des textes de Calderon de la Barca, Beckett, Cocteau. Pour la création des Enfants terribles sur scène, il rouvre à Paris le Théâtre Grévin (1984).

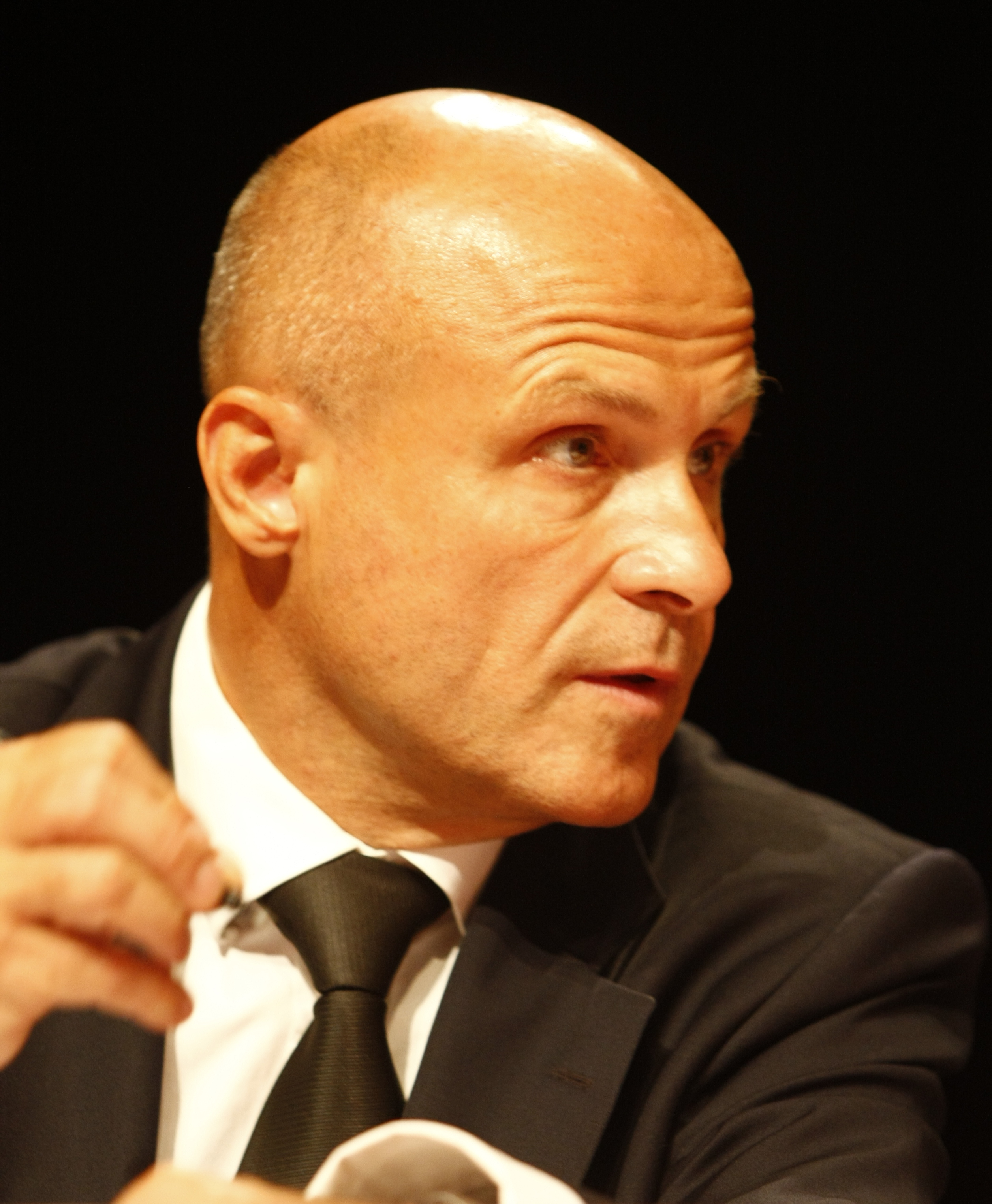
Olivier Poivre d'Arvor en 2008.

En 2005, il lance à Toulouse la première édition du Marathon des mots, un festival international à la croisée de la parole et du texte.
Commissaire général de la candidature de Toulouse au titre de Capitale culturelle européenne 2013, il permet à la 4e ville de France de talonner Marseille dans le choix du jury en 2008.
En 2005, le président de la République Jacques Chirac le nomme chevalier dans l'ordre national de la Légion d'honneur. Il est également officier de l'ordre des Arts et des Lettres et membre de l'ordre royal de Victoria du Royaume-Uni.
Pressenti en 2010 pour une nomination comme ambassadeur à Athènes puis Bucarest, il préfère accepter la direction de France Culture (en remplacement de Bruno Patino en partance à France Télévisions), qu'il exerce à partir du 6 septembre 2010. Après cinq ans de mandat, Olivier Poivre d'Arvor est licencié le 9 juillet 2015 par le PDG de Radio France. Mathieu Gallet lui reproche de ne pas être solidaire de sa politique. Mécontent, l'écrivain annoncera qu'il compte bien revenir un jour à Radio France.

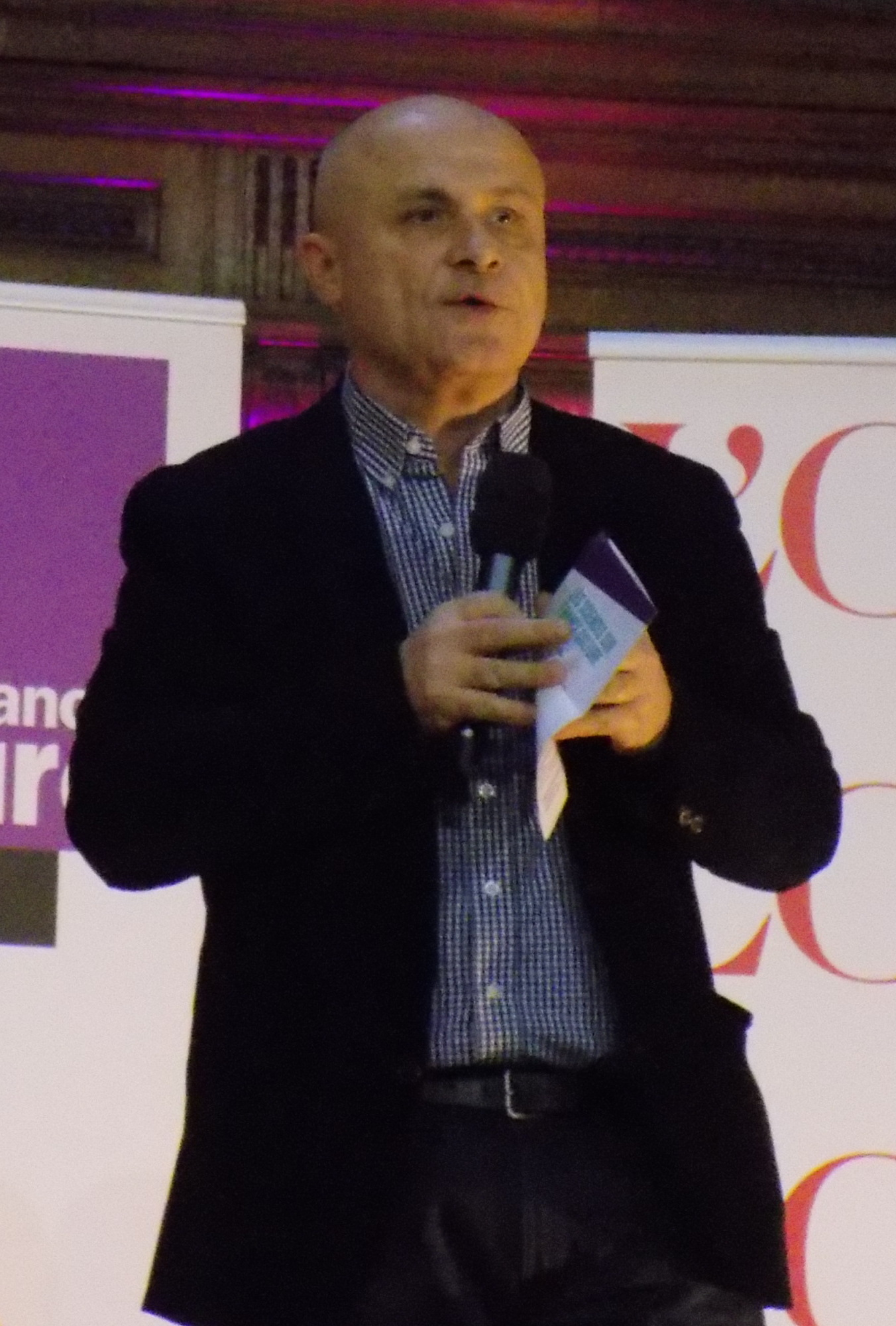
Olivier Poivre d'Arvor lors d'un Forum France Culture en 2015.

### Diplomate et homme de médias
Lauréat d'une bourse Villa Médicis hors les murs (États-Unis, 1987), il exerce par la suite différentes fonctions dans le réseau culturel français à l'étranger : directeur du Centre culturel français d'Alexandrie (1988-1990), directeur à sa réouverture de l'Institut français de Prague (1990-1994), puis directeur de l'Institut français du Royaume-Uni et conseiller culturel auprès de l'ambassade de France à Londres (1994-1999).
Nommé par Hubert Védrine, alors ministre des Affaires étrangères, il dirige l'Association française d'action artistique (AFAA) de février 1999 à août 2010. L'association dépend du ministère des Affaires étrangères et du ministère de la Culture et de la Communication et devient CulturesFrance. Il est à l'origine de la préfiguration d'une nouvelle structure, l'Institut français, à la tête de laquelle lui succède à l'automne 2010 comme président l'ancien ministre Xavier Darcos.
En 2007, il intègre le Quai d’Orsay par la voie du tour extérieur comme ministre plénipotentiaire. Retenu pour diriger l'Académie de France à Rome (Villa Médicis) en 2010, il apprend que le conseiller culturel du président de la République, Georges-Marc Benamou s'est auto-attribué le poste. Une pétition d'intellectuels parue dans le journal Le Monde fait renoncer Georges-Marc Benamou à la fonction. Un concours (Commission Gall), présidé par Hugues Gall, place alors après examen d'une dizaine de candidatures Olivier Poivre d'Arvor et Frédéric Mitterrand dans une liste restreinte pour la Villa Médicis. Nicolas Sarkozy choisit ce dernier.
Nommé en septembre 2015 par Laurent Fabius, ministre des Affaires étrangères et du Développement international, au rang d'ambassadeur chargé de l'attractivité culturelle de la France, il lance de janvier à juillet 2016 le Grand Tour, une manifestation regroupant cinquante rendez-vous culturels, touristiques et économiques participant de l'attractivité du territoire français. Isabelle Huppert en est la marraine. Militant pour une francophonie active, il conçoit un Grand Tour francophone qui proposera en 2017 cent grands rendez-vous dans le monde, participant de cette dynamique francophone.
Nommé par décret du président de la République (15 juillet 2016) ambassadeur extraordinaire et plénipotentiaire de la République française auprès de la République tunisienne, il prend ses fonctions à Tunis en septembre 2016. Il quitte son poste en septembre 2020.
Il est critiqué par des personnalités politiques de la coalition islamiste Coalition de la dignité, qui lui reprochent ses déplacements en Tunisie en tant qu'ambassadeur, sans autorisation préalable du ministère des Affaires étrangères. Selon eux, cela rappelle le passé colonial du pays.

### Engagement maritime

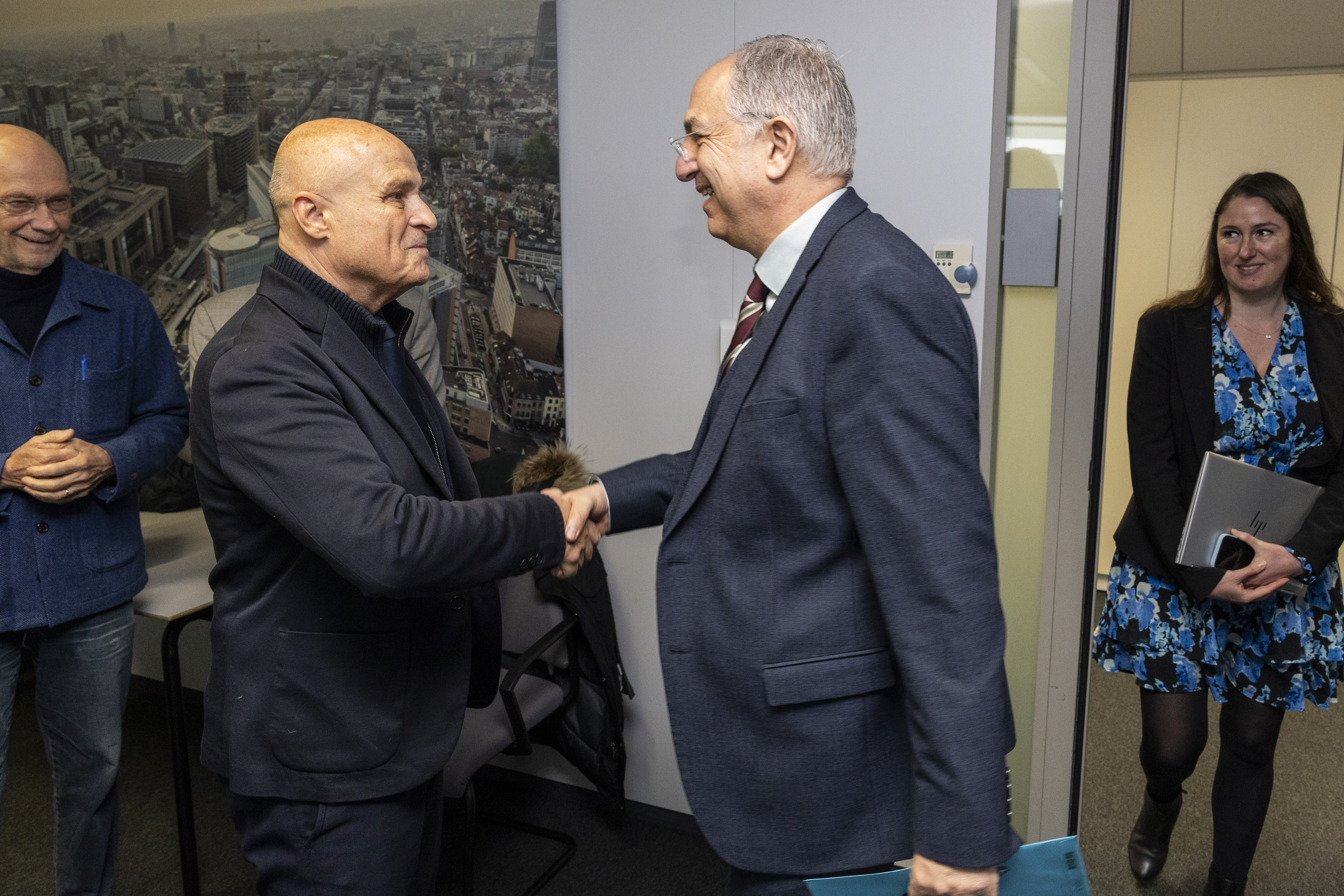
Olivier Poivre d'Arvor en tant qu'ambassadeur des pôles avec Kóstas Kadís, commissaire européen à la Pêche et aux Océans, en 2025.

Jean-Yves Le Drian, ministre de la Défense, le propose comme président du conseil d'administration du Musée de la Marine, mission qu'il exerce depuis mai 2014. Ce passionné des océans et des enjeux maritimes déclare vouloir en faire « un des grands musées européens sur le thème de la mer » en présentant « ses collections de façon plus vivante. Il annonce un chantier de rénovation de cet établissement prévue dès 2017 confirmé par Jean-Yves Le Drian avec un « financement exceptionnel » de 50 millions d'€.  Il est à l'origine, avec Benedict Donnelly, l'artisan de la reconstitution de l'Hermione, et avec Vincent Campredon, le directeur du musée, d'un projet de reconstruction de La Boussole, le bateau mythique à bord duquel La Pérouse disparaît en 1788 lors de son expédition autour du monde.
En novembre 2020, il est nommé par le président Emmanuel Macron comme ambassadeur des pôles et des enjeux maritimes,. En 2021, certaines de ses fonctions seront maintenues au sein du Forum mondial de la mer, organisé par Rym Benzina Bourguiba. En septembre 2023, il lance le One Planet Polar Summit, un sommet consacré à la préservation des pôles et de la cryosphère,.
En mai 2023, il est nommé par le président Emmanuel Macron comme président du conseil d'administration du musée national de la Marine.
Le 6 juin 2024, il est nommé président du Centre international de la mer de Rochefort.

### Écrivain

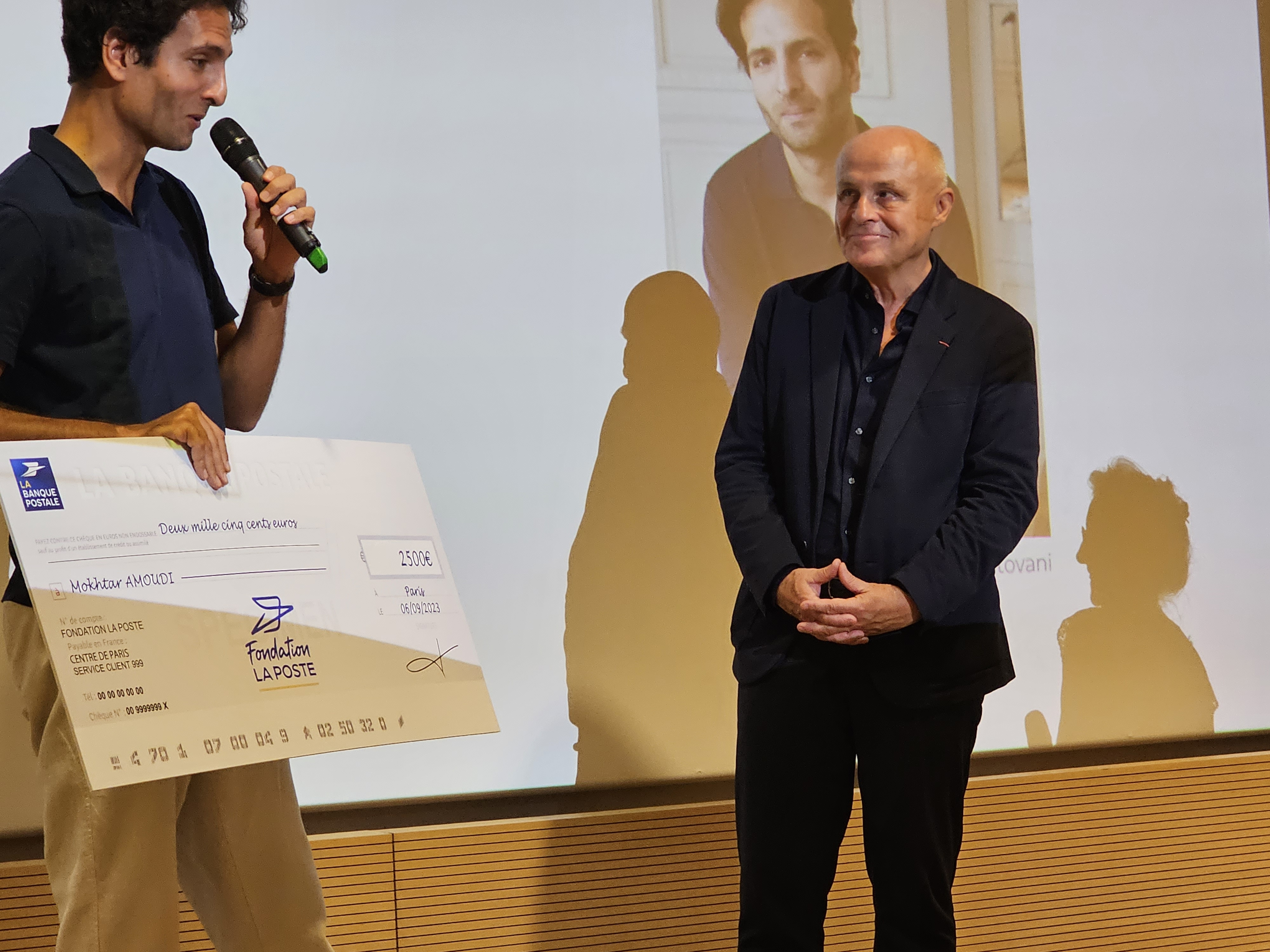
Olivier Poivre d'Arvor remettant le prix « Envoyé par La Poste » à Mokhtar Amoudi en 2023.

Il est l'auteur de divers romans et essais, dont certains, principalement autour de l'aventure maritime, écrits avec son frère Patrick et regroupés dans L'Odyssée des marins. Ses ouvrages personnels les plus connus sont Les petites Antilles de Prague, Le Voyage du fils (prix Renaudot des lycéens), Alexandrie Bazar, Bug made in France, L'Amour à trois.
À l'automne 2013, il publie un ouvrage Le Jour où j'ai rencontré ma fille, dans lequel, abordant un thème rare chez les hommes, celui de l'infertilité, il relate l'adoption de sa fille, Faïza.
Olivier Poivre d'Arvor est membre permanent du jury du prix des prix littéraires depuis 2011 et membre fondateur du prix Bristol des Lumières. Il est également membre de la Fondation Lagardère comme de la Fondation de la Poste, pour laquelle il crée et préside depuis 2015 le prix littéraire Envoyé par la Poste. Membre du conseil d'administration de la chancellerie des universités de Paris et du conseil académique de l'université Paris-Sorbonne, il est également membre du conseil d'administration du Théâtre de la Ville.

### Prises de position
Proche de Jack Lang, il soutient Martine Aubry aux primaires du Parti socialiste de 2011. En 2012, son soutien ouvert à François Hollande avant l'élection présidentielle, alors qu'il est encore dirigeant de France Culture, radio de service public, lui vaut une vive critique de Nicolas Sarkozy qui lui reproche de mettre « en péril la crédibilité de toutes les chaînes de Radio France ».

## Publications
- Apologie du mariage, Paris, éd. La Table Ronde, 1981
- Flèches, le martyre de Saint Sébastien, Paris, éd. La Table Ronde, 1982
- Fiasco, Paris, éd. Balland, 1984
- Le Roman de Virginie (coauteur Patrick Poivre d'Arvor), Paris, éd. Balland, 1985. Ce roman épistolaire a depuis été réédité sous le titre Frères et sœur.
- Les Dieux du jour, essai sur quelques mythologies contemporaines, Paris, éd. Denzel, 1985
- Côté cour, côté cœur, Paris, éd. Balland, 1986
- Victor ou l'Amérique, Paris,  1989
- Les Petites Antilles de Prague, Paris, éd. Lattès, 1994
- Le Club des momies, Paris, éd. Grasset, 1998
- La Fin du monde (coauteur Patrick Poivre d'Arvor), Paris, éd. Albin Michel, 1998
- Courriers de nuit, la légende de Mermoz et de Saint-Exupéry (coauteur Patrick Poivre d'Arvor), Paris, éd. Place des Victoires, 2002   (ISBN 2844590454)
- Coureurs des mers (coauteur Patrick Poivre d'Arvor), Paris, éd. Place des Victoires, 2003  (ISBN 2844590586)
- Frères et sœur (coauteur Patrick Poivre d'Arvor), Paris, éd. Balland, 2004  (ISBN 2715814828). Ce roman est une reparution du livre Le roman de Virginie, paru en 1985.
- Pirates et corsaires (coauteur Patrick Poivre d'Arvor), Paris, éd. Place des Victoires, 2004 (ISBN 2844590756)
- Chasseurs de trésors et autres flibustiers (coauteur Patrick Poivre d'Arvor), Paris, éd.  Place des Victoires, 2005 (ISBN 2844591108)
- Le Monde selon Jules Verne (coauteur Patrick Poivre d'Arvor), Paris, éd. Mengès, 2005 (ISBN 2856204538)
- Disparaître (coauteur Patrick Poivre d'Arvor), Paris, éd. Gallimard, 2006 (ISBN 2070779661)
- Lawrence d'Arabie (coauteur Patrick Poivre d'Arvor), Paris, éd. Place des Victoires, 2006
- Rêveurs des Mers (coauteur Patrick Poivre d'Arvor), Paris, éd. Place des Victoires, 2007 (ISBN 9782253115458)
- J'ai tant rêvé de toi (coauteur Patrick Poivre d'Arvor), Paris, éd. Albin Michel, 2007 (ISBN 9782226179777). Ce livre a été présenté en première sélection pour le prix Goncourt 2007.
- Le Voyage du fils, Paris, éd. Grasset, 2008 (ISBN 9782246738213).
- Solitaires de l'Extrême (coauteur Patrick Poivre d'Arvor), Paris, éd. Place des Victoires, 2008
- Alexandrie Bazar, Paris, éd. Place des Victoires, 2009  (ISBN 9782809900699)
- Jusqu'au bout de leurs rêves (coauteur Patrick Poivre d'Arvor), Paris, éd. Place des Victoires, 2010  (ISBN 9782809901092)
- Bug made in France ou L'histoire d'une capitulation culturelle, Paris, éd. Gallimard, 2011 (ISBN 9782070132447)
- Culture, État d'urgence, Paris, éd. Tchou, 2011
- Le Jour où j’ai rencontré ma fille, Paris, éd. Grasset, 2013 (ISBN 9782246806646)
- L'Odyssée des marins, (coauteur Patrick Poivre d'Arvor), Paris, éd. Robert Laffont, 2015 (ISBN 978-2221116760)
- L'Amour à trois, Paris, éd. Grasset, 2015 (ISBN 2246855705)
- Le Roman d’Alexandrie, Paris, éd. Tchou, 2021[24]

## Distinctions

### Décorations
- Chevalier de la Légion d'honneur.
- Chevalier de l'ordre du Mérite maritime (2024)[25]
- Officier de l'ordre des Arts et des Lettres.
- Médaille d'honneur de l'engagement ultramarin, échelon or (à titre exceptionnel, 2024)[26]
- Membre de l'ordre royal de Victoria (Royaume-Uni).
- Grand-officier de l'ordre de la République (Tunisie)[27].

### Prix
- Prix des écrivains bretons (1985).
- Prix Renaudot des lycéens (2008).